# Nancy Cole
Nancy Cole (* 15. Oktober 1902 in Boston, USA; † 7. Juli 1991 in Plymouth, USA) war eine US-amerikanische Mathematikerin und Hochschullehrerin, die wichtige Beiträge zur Morse-Theorie leistete.

## Leben und Werk
Cole war die einzige Tochter von Gertrude Cole und dem Lebensmittelhändler Albert Henry Cole. Nach dem Abschluss an der High School studierte sie von 1920 bis 1922 Mathematik am Jackson College, dem assoziierten Frauencollege der Tufts University. Sie wurde dort von der Mathematikerin Edith Bush betreut, bevor sie an das Vassar College wechselte, wo sie 1924 einen Bachelor-Abschluss erhielt. Anschließend unterrichtete sie für zwei Jahre an der Oxford School in Hartford. Von 1926 bis 1927 studierte sie am Radcliffe College und im folgenden Jahr unterrichtete sie am Vassar College. Von 1928 bis 1929 studierte und bis 1931 unterrichtete sie am Radcliffe College, wo sie 1929 den Master-Abschluss erhielt. Sie war dann bis 1932 Dozentin am Wells College und forschte am Radcliffe College bei Marston Morse, den sie bei der Veröffentlichung seines Buches The Calculus of Variations in the Large unterstützte. 1934 promovierte sie bei Morse mit der Dissertation: The Index Form Associated with an Extremaloid.
1933 erhielt sie als Nachfolgerin von Ethel Moody eine Fakultätsposition am Sweet Briar College und arbeitete mit Eugenie Maria Morenus. Während des Zweiten Weltkriegs wechselte sie von dem Sweet Briar College zum Kenyon College, wo sie von 1943 bis 1944 Mathematik für die Armee lehrte. Nachdem sie von 1944 bis 1947 am Connecticut College for Women gearbeitet hatte, wurde sie 1947 Assistenzprofessorin für Mathematik an der Syracuse University. 1952 wurde sie zur außerordentlichen Professorin befördert und ging 1971 als emeritierte außerordentliche Professorin in den Ruhestand. 1980 übernahm sie für den plötzlich verstorbenen Kollegen David L. Williams die Vorlesungen an der Universität.
Von 1958 bis 1965 war sie im Promotion and Services Committee der Association of Mathematics Teachers of New York State. Sie nahm 1934 an dem dreihundertsechzehnten Treffen der American Mathematical Society in New York  und an den Internationalen Kongressen der Mathematiker 1936 in Oslo, 1950 in Cambridge, 1958 in Edinburgh, 1962 in Stockholm, 1970 in Nizza, 1974 in Vancouver, 1978 in Helsinki und 1986 in Berkeley teil. 1983 reiste sie als Delegationsmitglied der American University Mathematics Education Specialists nach China.
Sie starb im Alter von 88 Jahren in ihrem Haus in Plymouth an einem Herzinfarkt.

## Ehrungen
Cole wurde 1950 zum Fellow der American Association for the Advancement of Science ernannt.

## Mitgliedschaften
- Virginia Academy of Science
- American Mathematical Society
- Mathematical Association of America
- American Academy of Arts and Sciences
- American Association of University Professors
- American Association of University Women
- Graduate Women in Science
- Phi Beta Kappa
- Sigma Xi
- Pi Mu Epsilon